# Campeonato Africano de Atletismo de 2012 - 20 km marcha atlética masculina
A prova da marcha atlética masculina do Campeonato Africano de Atletismo de 2012 foi disputada no dia 29 de junho de 2012 pelas ruas de Porto Novo,  no Benim. 

## Recordes
Antes desta competição, os recordes mundiais e do campeonato nesta prova eram os seguintes:
|                       | Nome              | Nacionalidade | Tempo      | Local            | Data                   |
| --------------------- | ----------------- | ------------- | ---------- | ---------------- | ---------------------- |
| Recorde mundial       | Vladimir Kanaykin | Rússia        | 1h 17m 16s | Saransk          | 29 de setembro de 2007 |
| Recorde do campeonato | Hassanine Sebei   | Tunísia       | 1h 20m 36s | Nairóbi          | 1 de agosto de 2010    |
| Recorde africano      | Hatem Ghoula      | Tunísia       | 1h 19m 02s | Eisenhüttenstadt | 10 de maio de 1997     |

## Medalhistas
| Ouro               | Prata               | Bronze              |
| Hédi Teraoui (TUN) | David Kimutai (KEN) | Mohamed Ameur (ALG) |

## Cronograma
Todos os horários são locais (UTC+1).
| Data        | Hora  | Evento |
| ----------- | ----- | ------ |
| 29 de junho | 10:35 | Final  |

## Resultado final
| Posição           | Atleta             | Nacionalidade  | Tempo | Notas |
| ----------------- | ------------------ | -------------- | ----- | ----- |
| Medalha de ouro   | Hédi Teraoui       | Tunísia        |       |       |
| Medalha de prata  | David Kimutai      | Quênia         |       |       |
| Medalha de bronze | Mohamed Ameur      | Argélia        |       |       |
| 4                 | Marc Mundell       | África do Sul  |       |       |
| 5                 | Chernet Mikoro     | Etiópia        |       |       |
| 6                 | Misebo Minamo      | Etiópia        |       |       |
| 07 !              | Hichem Medjeber    | Argélia        | DNF   |       |
| 07 !              | Aseffa Gizachew    | Etiópia        | DNF   |       |
| 07 !              | Gabriel Nghintedem | Camarões       | DNF   |       |
| 07 !              | Mikael Songnaba    | Burquina Fasso | DNS   |       |

Legenda
| Recorde mundial       | Recorde mundial (World record)               |                       | Recorde africano                      | Recorde africano (African) |                                           | Q | Classificado por posição (Qualified) |
| Recorde do campeonato | Recorde do campeonato (Championship record)  | Recorde da América    | Recorde da América (Americas)         | q                          | Classificado por melhor tempo (Qualified) |   |                                      |
| Melhor marca do ano   | Melhor marca do ano (World leading)          | Recorde asiático      | Recorde asiático (Asian)              | DNS                        | Não largou (Did not start)                |   |                                      |
| Recorde nacional      | Recorde nacional (National record)           | Recorde europeu       | Recorde europeu (European)            | DNF                        | Não terminou (Did not finish)             |   |                                      |
| Recorde pessoal       | Recorde pessoal do atleta (Personal best)    | Recorde da Oceania    | Recorde da Oceania (Oceania)          | DSQ / DQ                   | Desclassificado (Disqualified)            |   |                                      |
| Recorde da temporada  | Recorde da temporada do atleta (Season best) | Recorde sul-americano | Recorde sul-americano (South America) | NM                         | Sem marca (No mark)                       |   |                                      |